# ティル平原
ティル平原（ティルへいげん、英: Tir Planitia）は、水星の赤道近くの大きな盆地の地名である。
直径753.63km、南東端は急斜面、溶岩流または圧縮を形成されたと考える、急斜面の長さ約130km。
1976年に正式名称としてティル平原と名づけられた、名前は古ノルド語の水星に由来する。